# Dražkov (Sezemice)
Dražkov je malá vesnice, část města Sezemice v okrese Pardubice v Pardubickém kraji. Nachází se asi tři kilometry severně od Sezemic. V roce 2009 zde bylo evidováno 41 adres.
Dražkov leží v katastrálním území Dražkov nad Labem o rozloze 2,8 km².

## Historie
První písemná zmínka o vesnici pochází z roku 1372.

## Obyvatelstvo
| Rok            | 1869 | 1880 | 1890 | 1900 | 1910 | 1921 | 1930 | 1950 | 1961 | 1970 | 1980 | 1991 | 2001 | 2011 | 2021 |
| -------------- | ---- | ---- | ---- | ---- | ---- | ---- | ---- | ---- | ---- | ---- | ---- | ---- | ---- | ---- | ---- |
| Počet obyvatel | 193  | 205  | 221  | 220  | 208  | 210  | 179  | 127  | 125  | 101  | 103  | 109  | 93   | 111  | 111  |
| Počet domů     | 29   | 31   | 31   | 31   | 33   | 34   | 34   | 40   | 35   | 31   | 32   | 38   | 36   | 39   | 44   |

## Obecní správa
Při sčítání lidu v letech 1850–1975 byl Dražkov samostatnou obcí, nejprve v okrese Pardubice, v roce 1950 v okrese Pardubice-okolí a od roku 1960 opět v okrese Pardubice. Od 1. ledna 1976 je částí města Sezemice v okrese Pardubice.

## Galerie

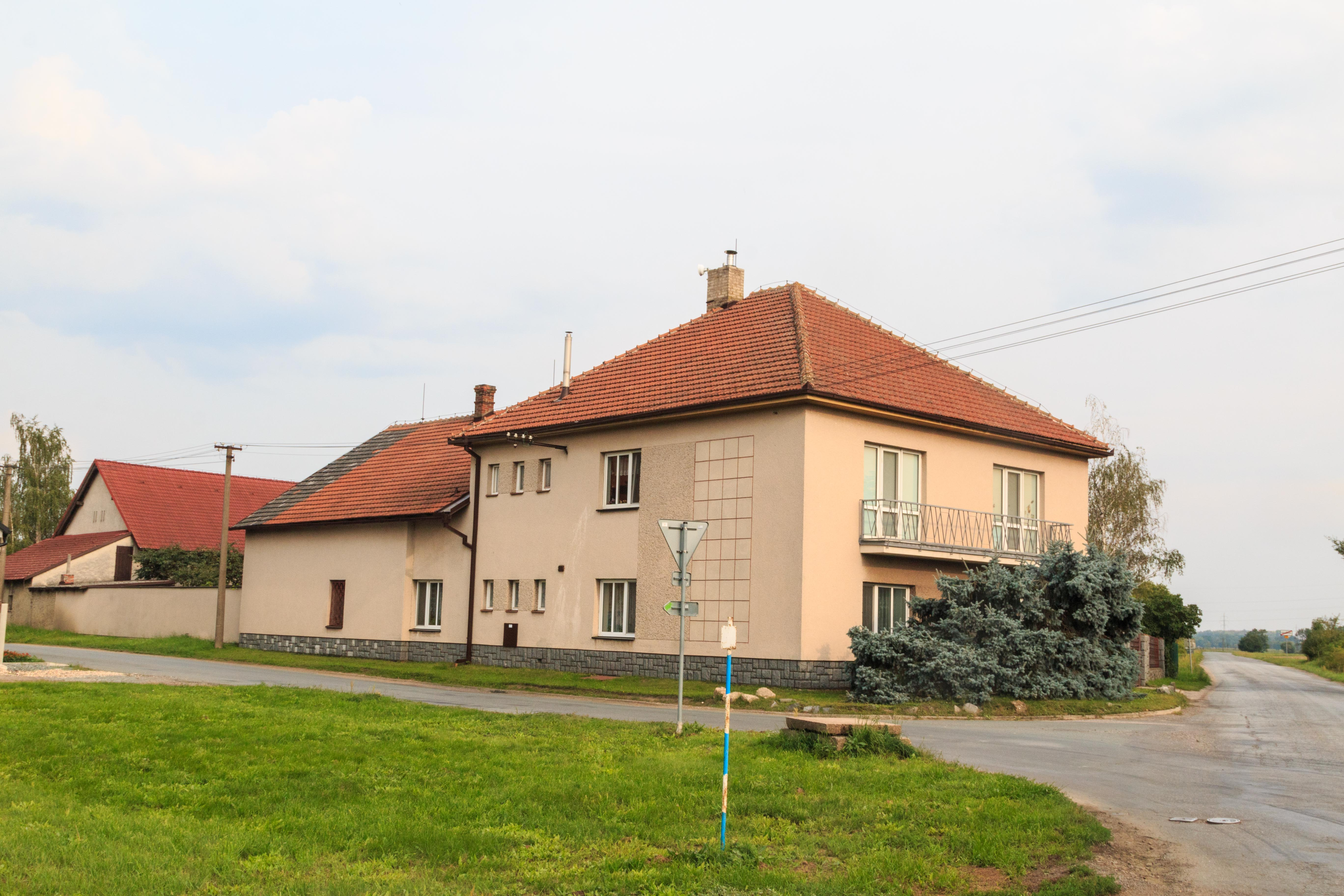
Dražkov u Sezemic - dům čp. 2
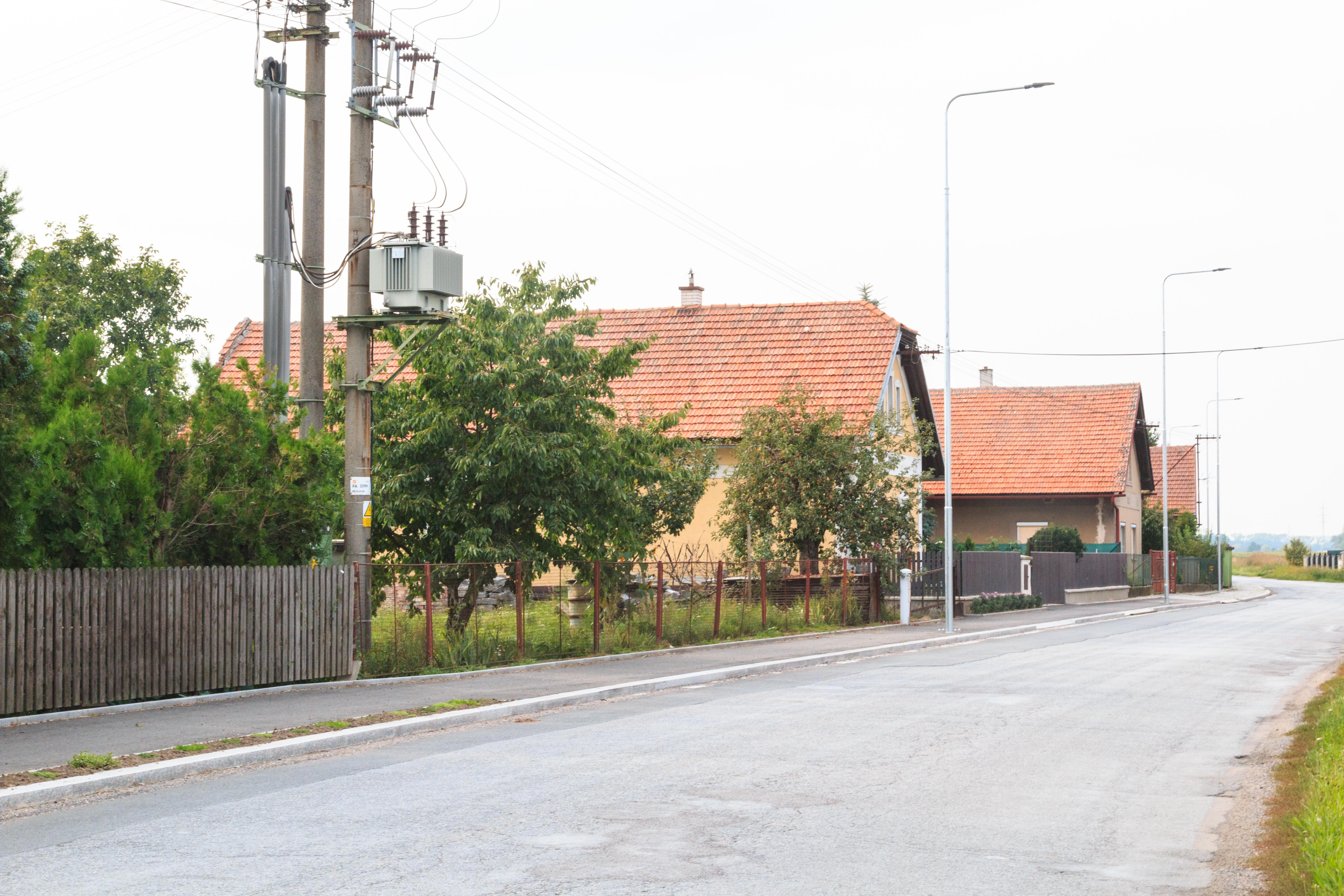
Dražkov u Sezemic - dům čp. 27
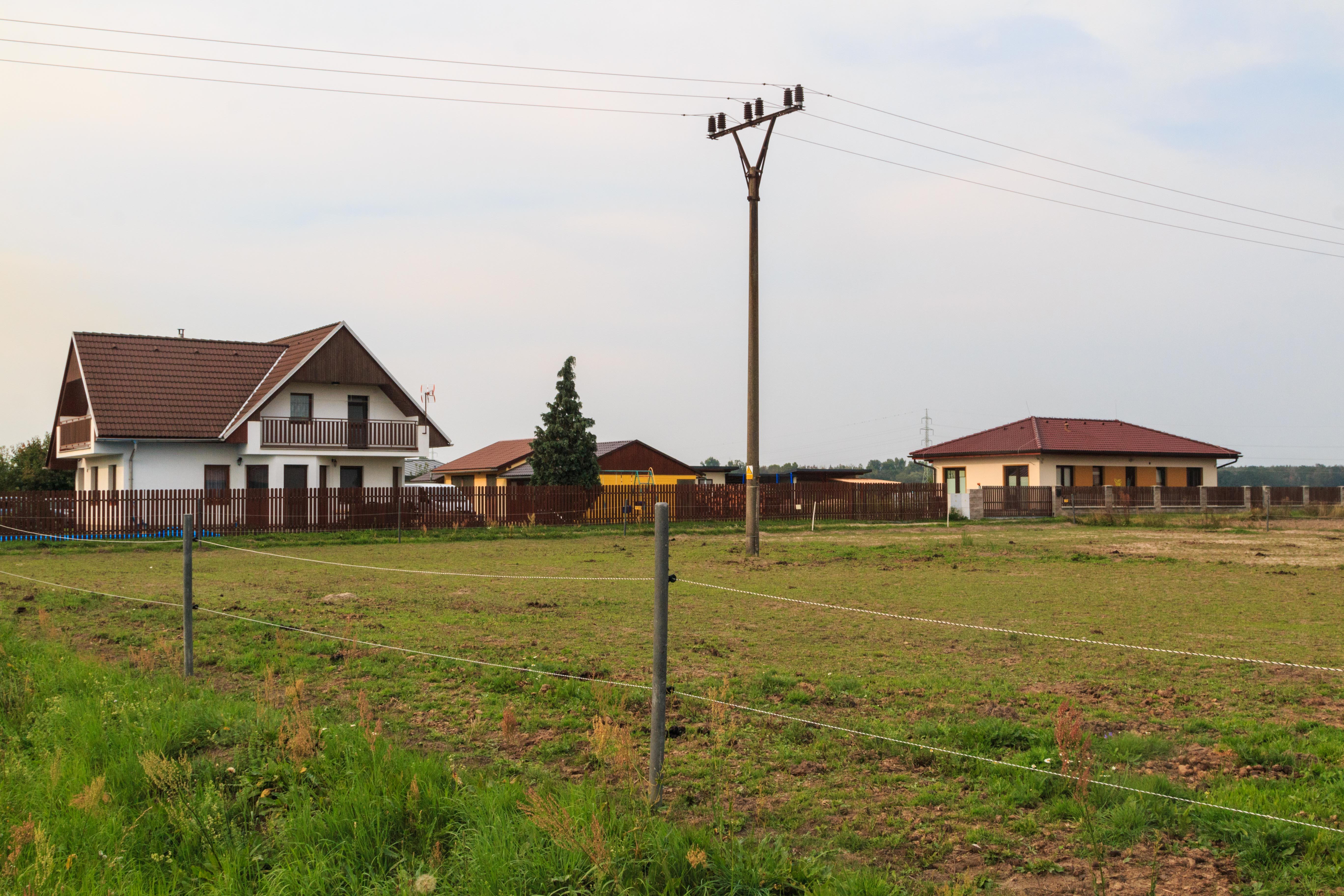
Dražkov u Sezemic - dům čp. 42
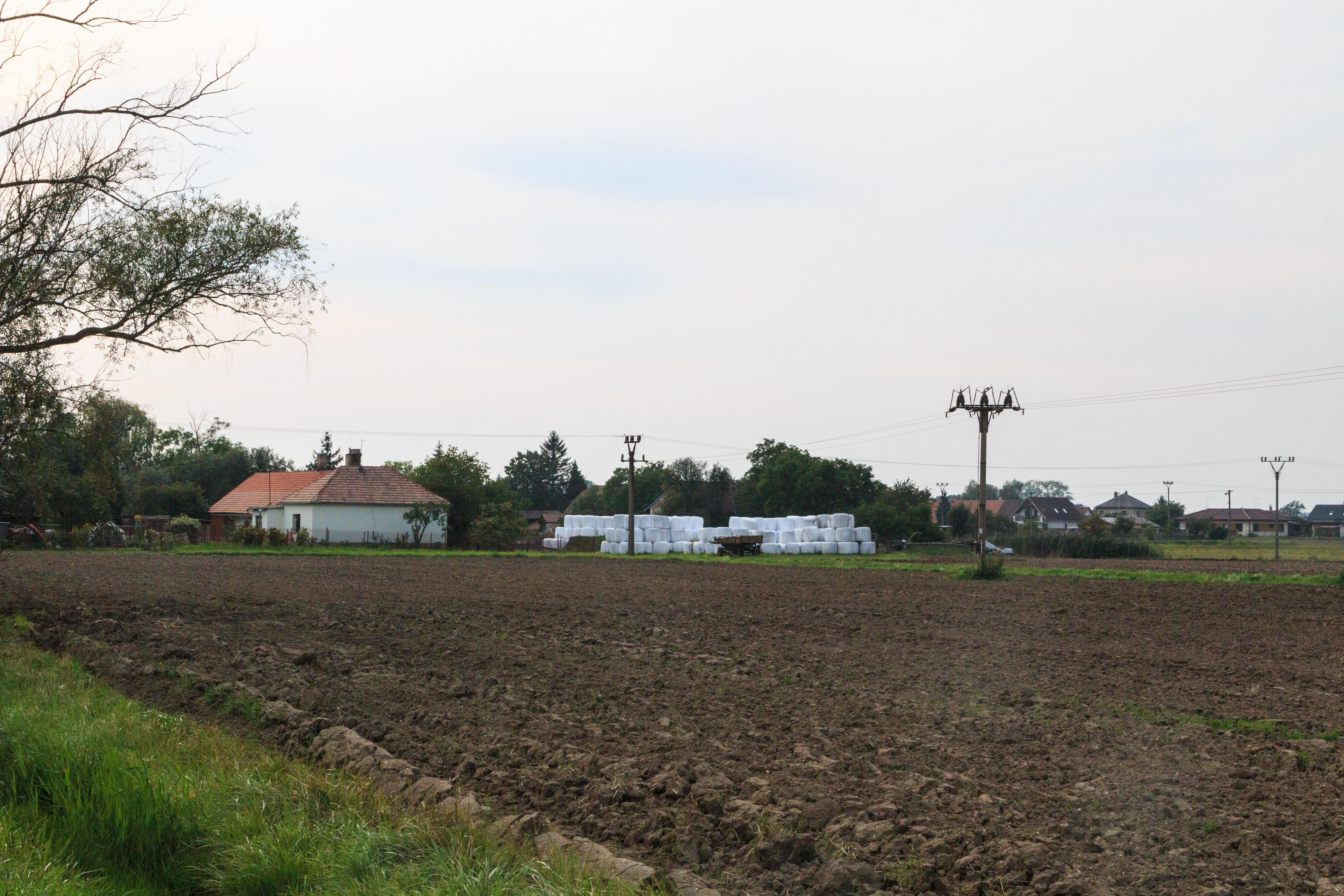
Dražkov u Sezemic - příjezd od Bohumilče
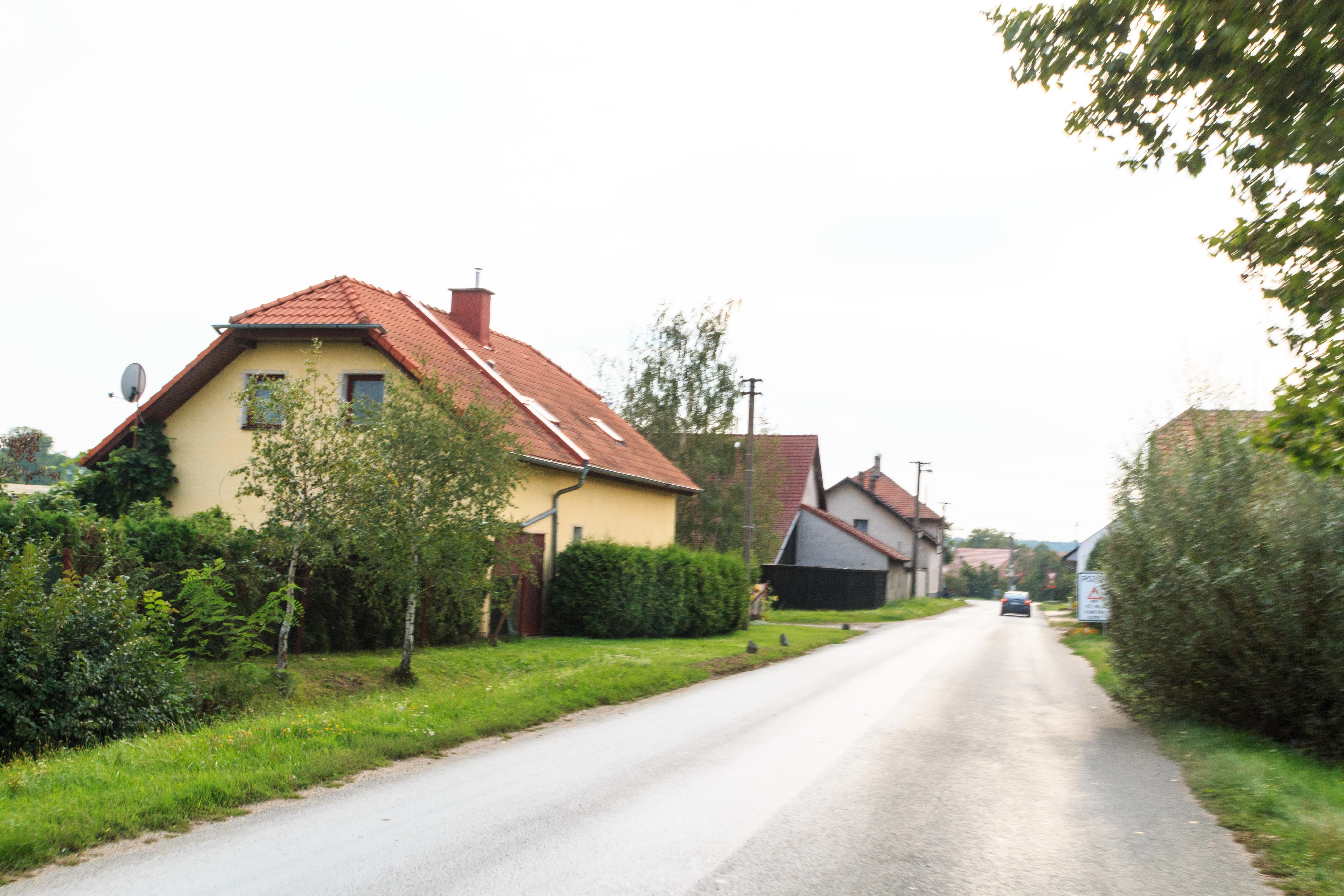
Dražkov u Sezemic - dům čp. 37